# Apatophyseini
Apatophyseini es una  tribu de coleópteros polífagos crisomeloideos dentro de la familia Cerambycidae.

## Géneros
Comprende los siguientes géneros:
- Apatophysis Chevrolat, 1860
- Urasomus Adlbauer, 2012